# Michelangelo Rossi
Michelangelo Rossi, o Michel Angelo del Violino (Gènova (Liguria), 1601 o 1602 – Roma (Laci), 7 de juliol, 1656), va ser un compositor, violinista i organista italià de l'època barroca.
Biografia Rossi va estudiar amb el seu oncle, Lelio Rossi (? - 1638), organista de la catedral de Sant Llorenç de Gènova. Cap al 1624 es va traslladar a Roma i va entrar al servei del cardenal Maurici de Savoia, a la cort del qual degué conèixer el compositor Sigismondo d'India. Quan el cardenal de Savoia va tornar a Torí, Rossi es va unir inicialment a ell, però després va abandonar la cort de Savoia, per motius desconeguts, per tornar a Roma.
De novembre de 1629 a desembre de 1632 va ser organista de l'església de San Luigi dei Francesi. El 1630 estava al servei del príncep Taddeo Barberini, nebot del papa Urbà VIII, al palau del qual, durant el carnaval de 1633, es va representar la primera òpera coneguda de Rossi: L'Erminia sul Giordano, amb llibret de Giulio Rospigliosi basat en la Jerusalem alliberada de Torquato Tasso. La partitura es va imprimir quatre anys més tard.
El 1634 Rossi va entrar al servei del duc de Mòdena, Francesc I d'Este. Durant el carnaval de 1638, quan encara estava al servei del duc, es va representar al palau ducal de Ferrara el seu drama L’Andròmeda, amb llibret d'Ascanio Pio di Savoia.
El 1648 va tornar a viure a Roma. Del 1649 al 1655, com a "cambra extra muros", va ser dignatari de la cort del papa Innocenci X. Per aquest motiu va residir en un palau proper al Quirinal que acollia els membres de la cort papal.
Va morir a Roma el 7 de juliol de 1656 i va ser enterrat a l'església de "Sant'Andrea delle Fratte".
Tot i que Rossi va ser famós a la seva època principalment com a violinista, avui és conegut principalment com a compositor de música per a clavicèmbal-orgue, gràcies a la seva col·lecció de Toccate e correnti (ca. 1634), reeditada diverses vegades a Roma. La Toccata Settima exemplifica el seu estil, amb el seu final ple de cromatismes atrevits, estilísticament proper a la música de Carlo Gesualdo i Johann Jakob Froberger. Rossi va desenvolupar un estil molt personal i la seva obra encara es considera una fita en la literatura del teclat del segle XVII. A més de les Toccates i Currents, algunes altres peces d'orgue de clavecí que se li atribueixen en fonts manuscrites dels segles XVII i XVIII, i l'Erminia sul Giordano impresa, queden trenta-dos madrigals a cinc veus de Rossi, que ens han arribat a través d'una font manuscrita de dos volums, ara conservada a la biblioteca de la Universitat de Califòrnia i altres fonts menors de Berkeley.

## Discografia
- Rossi, Michelangelo, Toccate e Correnti, Francesco Cera, orgue i clavicèmbal, 2 CD, 1996, Tactus 601801-601802.
- Rossi, Michelangelo, Toccatas i Correnti, Sergio Vartolo, clavecí, 2005, Naxos 8.557321
- Rossi, Michelangelo, The Chromatic Poetry, Huelgas Ensemble, Paul van Nevel, 2009, Sony Music 88692752